# Höttinger Au
Die Höttinger Au ist ein Stadtteil von Innsbruck.

## Geographie
Die Höttinger Au ist einer der 20 Statistischen Stadtteile Innsbrucks und umfasst die Gebiete nordwestlich des Zentrums am Nordufer des Inn, zwischen Mariahilf und Kranebitten. Die Nordgrenze des Stadtteils ist der Zug Sonnenstraße – Speckweg – Kranebitter Allee am Fuß der Nordkette. Er gehört zur Ortschaft und Katastralgemeinde Hötting und umfasst etwa 1300 Gebäude mit rund 14.000 Einwohnern.
In diesem Teil der Stadt liegen unter anderem der Bahnhof Hötting der Mittenwaldbahn, der Sportcampus der Universität Innsbruck und der Flughafen Innsbruck. Der stadtnahe Ostteil – um Mariahilfkirche und Petrus Canisius – hat noch altstädtischen Charakter, zu beiden Seiten der Bahnlinie erstreckt sich ein Gewerbegebiet, und bis zum Flughafen folgt suburbane Wohnblock-Struktur, die Heilig-Jahr-Siedlung. Ganz im Westen am Inn sind mit der Ulfiswiese noch ausgedehntere Grünlandzonen erhalten.
Der Stadtteil gliedert sich in die statistischen Bezirke (Zählbezirke) Höttinger-Au-Ost (64,4 ha, 5736 Einwohner, 318 Gebäude) und Höttinger-Au-West (358,8 ha, 8192 Einwohner, 957 Gebäude; Stand April 2014), die durch die Bahnlinie getrennt werden.
Nachbar-Stadtteile und -ortschaften
| Hötting West (Hötting) |                                             | Hötting (Hötting) Mariahilf-St. Nikolaus (Innsbruck) |
|                        | Kompassrose, die auf Nachbargemeinden zeigt | Innenstadt (Innsbruck)                               |
| Völs (Gem.)            | Sieglanger-Mentlberg (Wilten)               | Wilten (Wilten)                                      |

## Geschichte

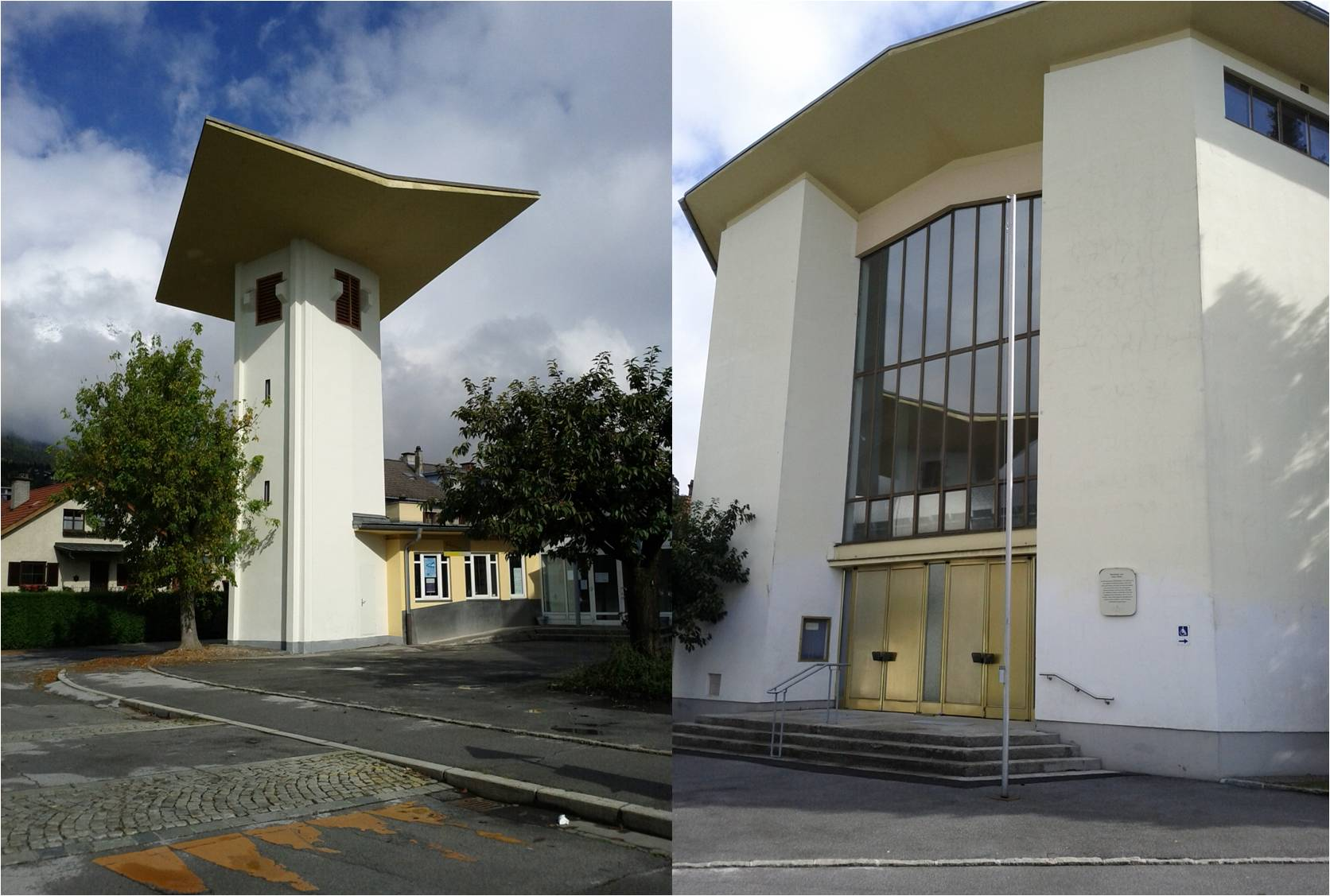
Pfarrkirche zum Guten Hirten

Erzherzog Ferdinand II. ließ im Augebiet des Inns flussaufwärts der Stadt im 16. Jahrhundert einen Tiergarten mit Lusthaus errichten, in dem die höfische Gesellschaft ungestört ihrer Jagdleidenschaft nachgehen konnte. Die Tiergartenstraße erinnert daran. Das ehemalige Jagdschlössl (Ferdinandeisches Lusthaus) stand, wo sich der heutige Pulverturm befindet. Die eigens angelegte Straße besteht heute als Fürstenweg weiter.
Bis ins 19. Jahrhundert wurde die Höttinger Au überwiegend landwirtschaftlich genutzt. Ab dem Beginn des 20. Jahrhunderts kam es, im Osten beginnend, zu einer dichten Verbauung des Gebiets, die durch die Errichtung der Universitätsbrücke 1930/31 besonders gefördert wurde. 1931 wurde die Hauptschule Hötting am Fürstenweg eröffnet.
1938 kam die Au mit der Eingemeindung Höttings an Innsbruck. 1947 übersiedelte der Flughafen Innsbruck von der Reichenau in die Au. In den Zeiten der Wohnungsnot nach dem Zweiten Weltkrieg wurde 1948 mit dem Bau der Gießensiedlung, 1950 mit dem der Heilig-Jahr-Siedlung westlich der Bahn begonnen, 1969 folgte das Pfarrzentrum zum Guten Hirten, beide auf Betreiben von Albert Andergassen, seinerzeit  Initiator der Tiroler Gemeinnützigen Siedlungsgenossenschaft Frieden und Leiter der Baugesellschaft Schönere Zukunft. Von 1968 bis 1972 wurde das Pfarrzentrum Petrus Canisius errichtet.

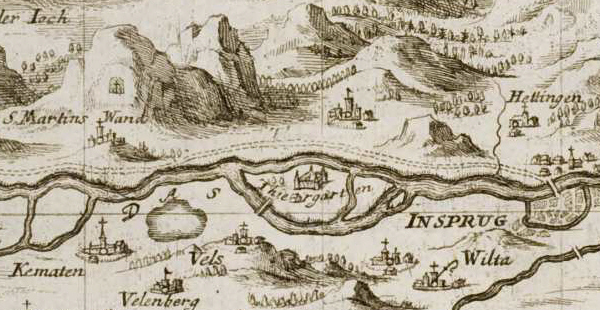
Kranebitten bis Stadt Innsbruck mit Tiergarteninsel (ca. 1700, Ausschnitt aus Insprug mit der Gegend auf 2 Stunden)
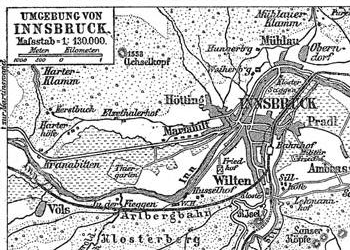
Innsbruck West (um 1888, aus Umgebung von Innsbruck, Meyers Konversationslexikon, 4. Aufl.)
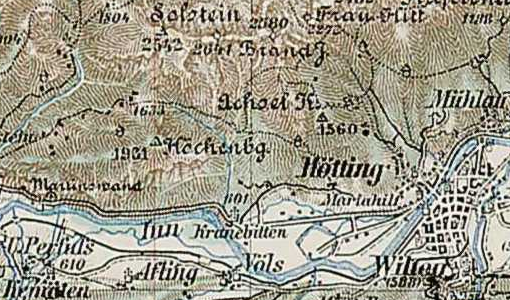
Hötting, Innsbruck West (um 1898–1905, Detail aus Franzisco-Josephinische Landesaufnahme, Blatt 29–47 Innsbruck)

## Verkehr

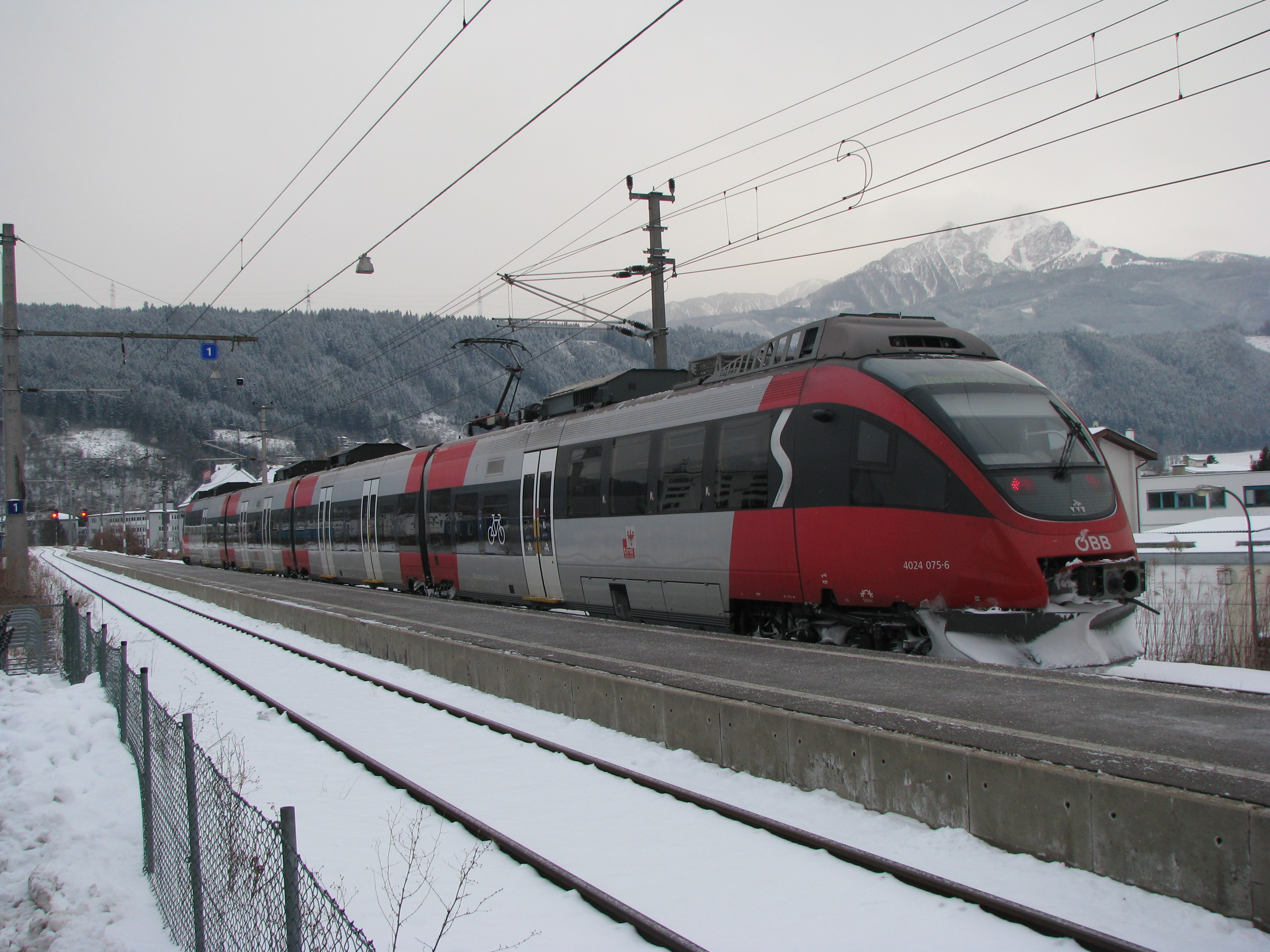
S-Bahn am Bahnhof Hötting

Die Höttinger Au ist seit 2012 mit Straßenbahnlinien (seit 2019: 2 und 5) sowie IVB-Buslinien F, A, R und T erschlossen.
Der zentral im Stadtteil gelegene Bahnhof Hötting wird von der Linie  der S-Bahn Tirol und REX-Zügen in Richtung Innsbruck Hauptbahnhof und Seefeld in Tirol bedient.

## Nachweise
1. 1 2  Siehe Räumliches Bezugssystem, Referat Statistik und Berichtswesen, innsbruck.gv.at → Amt|Verwaltung → Statistiken|Zahlen; insbesondere die dort gegebenen Dokumente Räumliches Bezugssystem und Plandarstellung der Katastralgemeinden, der statistischen Stadtteile und der statistischen Bezirke
2. ↑  Stadt Innsbruck: Fläche, Einwohner und Gebäudezahl der einzelnen Zählsprengel und statistischen Bezirke der Stadt Innsbruck (Stand: April 2014) (PDF; 143 kB)
3. ↑  Franz-Heinz Hye: Der Pulverturm in der Höttinger Au – kein Bau Erzherzog Ferdinands. In: Tiroler Heimatblätter 1977, Heft 4, S. 122 f.
4. 1 2  Josefine Justić: 20 Jahre Pfarre St. Canisius. In: Innsbrucker Stadtnachrichten, Nr. 12/1990, S. 32 (Digitalisat)
5. ↑  Die Pfarre und Pfarrkirche zum Guten Hirten, religion.orf.at
6. ↑  Linie  (vor 2021)